# Megachile roeweri
Megachile roeweri là một loài Hymenoptera trong họ Megachilidae. Loài này được Alfken mô tả khoa học năm 1927.